# Dringenberg
Dringenberg is een plaats in de Duitse gemeente Bad Driburg, deelstaat Noordrijn-Westfalen. Het stadje ligt ten zuidoosten van Bad Driburg zelf.

## Onderwijs
- Gemeinschaftsgrundschule Dringenberg
- Städtischer Kindergarten

## Overige informatie
Voor meer informatie zie onder: Bad Driburg.

## Galerij

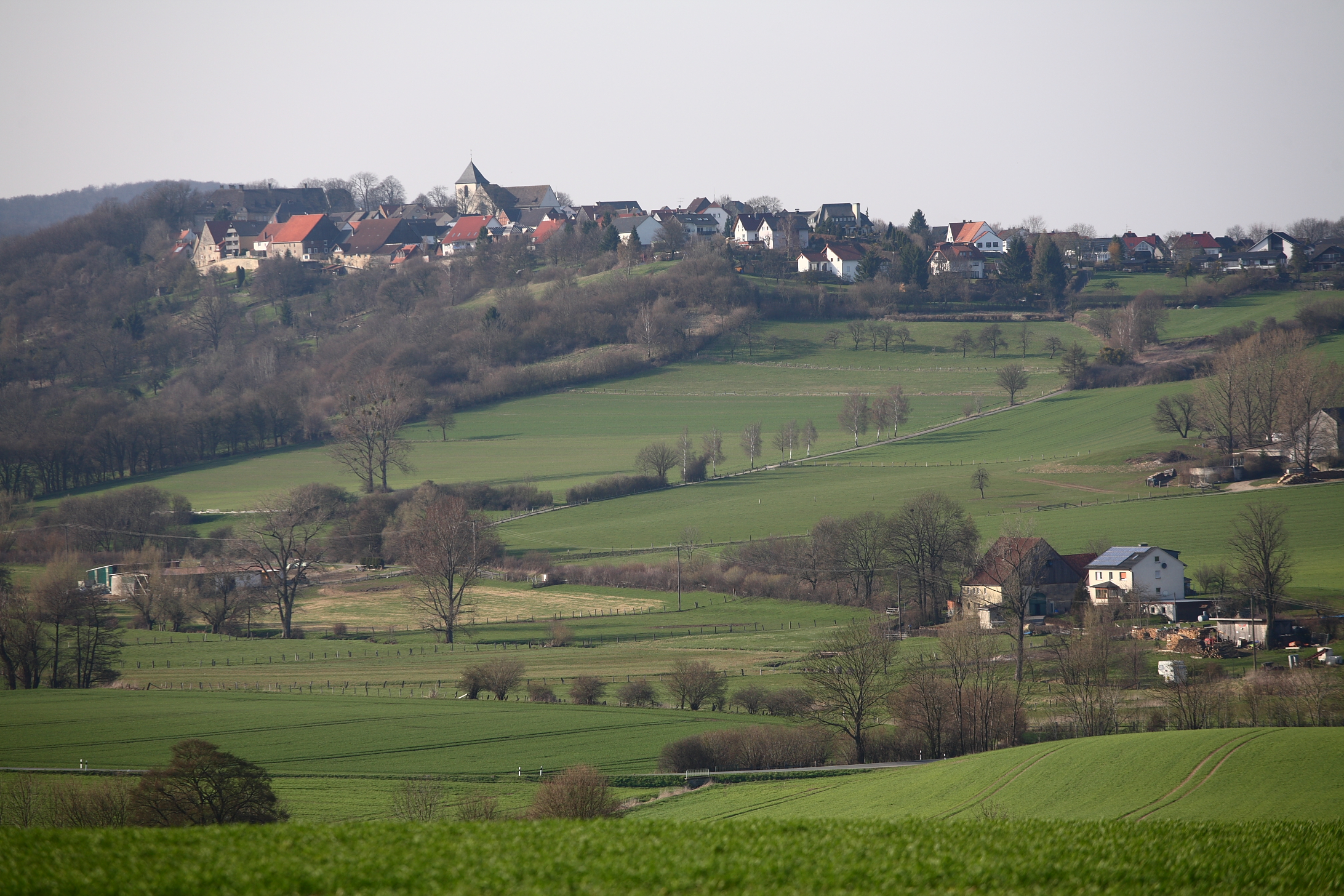
Gezicht op Dringenberg
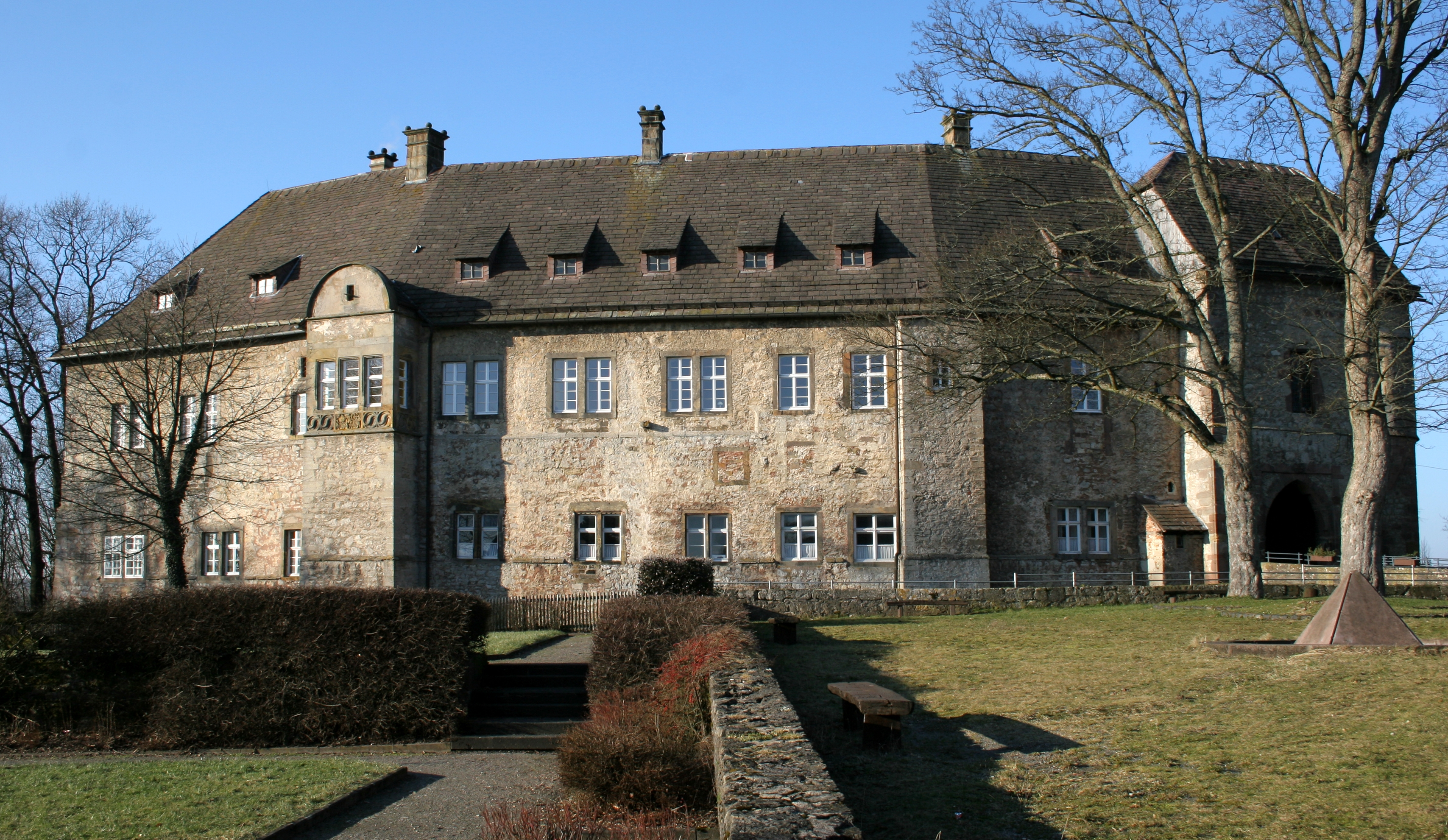
Kasteel Dringenberg
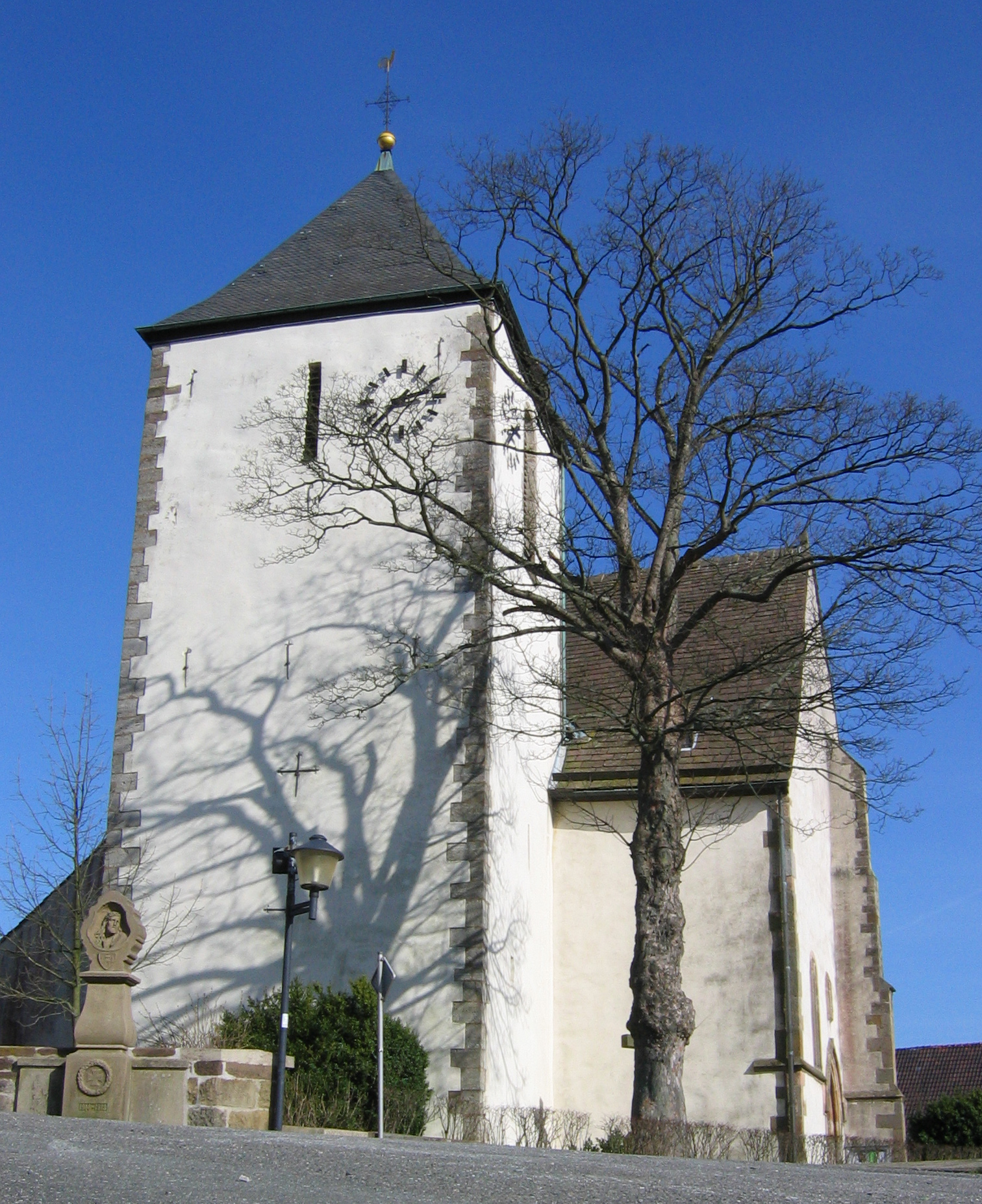
Kerk van Dringenberg
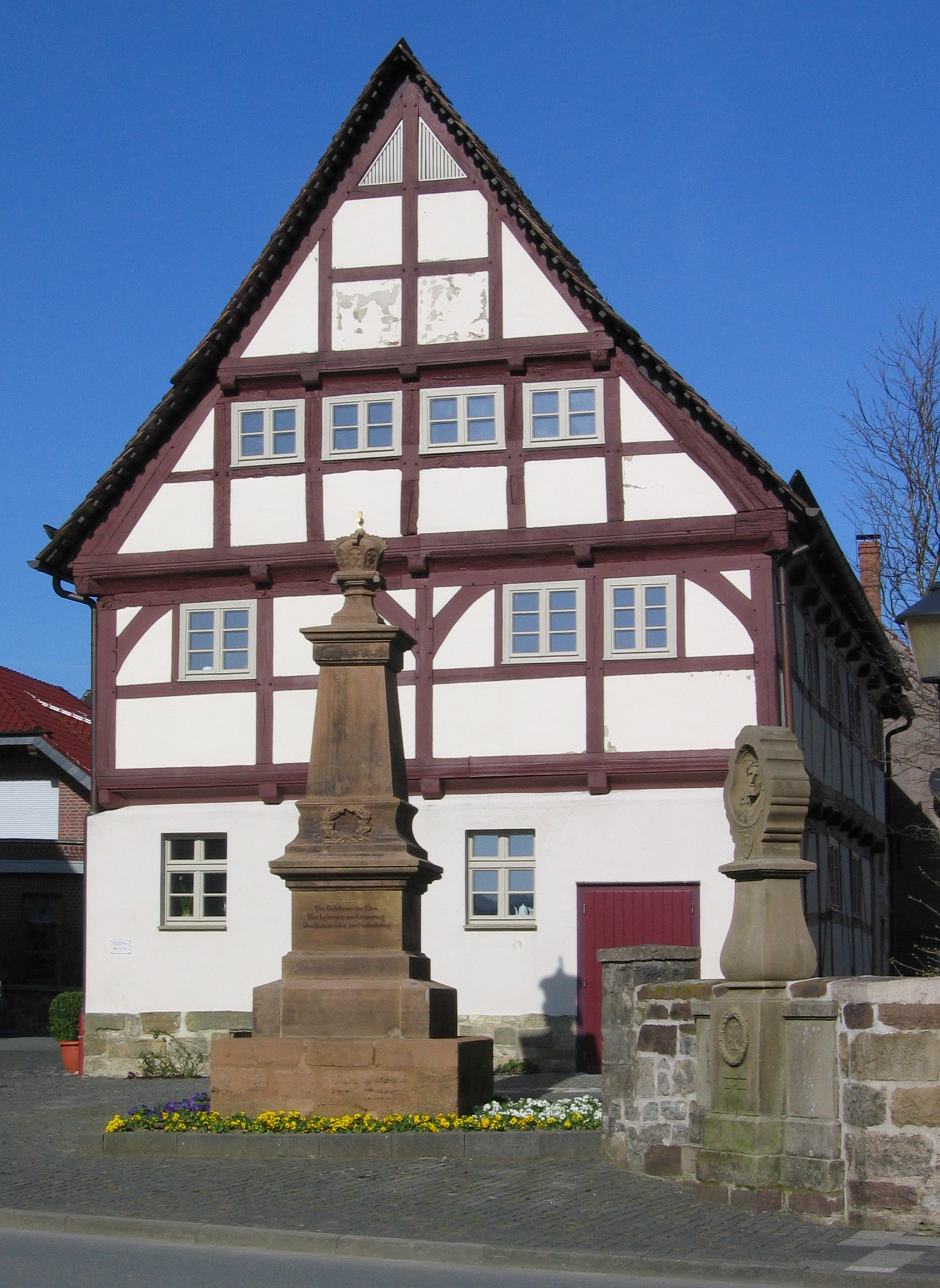
Voormalig stadhuis